# Брюссе
Брюссе́ (фр. Brussey) — коммуна во Франции, находится в регионе Франш-Конте. Департамент — Верхняя Сона. Входит в состав кантона Марне. Округ коммуны — Везуль.
Код INSEE коммуны — 70102.

## География
Коммуна расположена приблизительно в 310 км к юго-востоку от Парижа, в 18 км западнее Безансона, в 45 км к юго-западу от Везуля.
Вдоль южной границы коммуны протекает река Оньон. Север коммуны занят лесами.

## Население
Население коммуны на 2010 год составляло 275 человек.
| 1962 | 1968 | 1975 | 1982 | 1990 | 1999 | 2010 |
| ---- | ---- | ---- | ---- | ---- | ---- | ---- |
| 124  | 160  | 153  | 191  | 189  | 203  | 275  |

## Администрация
| Период | Период | Фамилия           | Партия | Примечания |
| ------ | ------ | ----------------- | ------ | ---------- |
| 1965   | 2001   | Мишель Жюрен      |        |            |
| 2001   | 2002   | Мишель Дро-Венсан |        |            |
| 2002   | 2011   | Доминик Тиссо     |        |            |
| 2011   | 2014   | Клод Ренодо       |        |            |

## Экономика
В 2010 году среди 162 человек трудоспособного возраста (15—64 лет) 120 были экономически активными, 42 — неактивными (показатель активности — 74,1 %, в 1999 году было 65,8 %). Из 120 активных жителей работали 116 человек (62 мужчины и 54 женщины), безработных было 4 (2 мужчины и 2 женщины). Среди 42 неактивных 18 человек были учениками или студентами, 15 — пенсионерами, 9 были неактивными по другим причинам.